# I.V. (песня)
«I.V.» — песня японской метал-группы X Japan, выпущенная 23 января 2008 года. Является первой работой группы со времён «The Last Song» 1998 года, а также финальной темой фильма «Пила 4», вышедшего 26 октября 2007 года.

## О песне
В середине 2007 года стало известно о воссоединении X Japan, в котором приняли участие Ёсики, Тоси, Хит и Пата. В июле к Ёсики обратились представители компании Lionsgate с просьбой сочинить главную тему для фильма «Пила 4». Музыкант уже выступал композитором фильма «Катакомбы» этой же компании и в этот раз решил исполнить песню с X Japan.
Изначально Ёсики считал название «I.V.» акронимом для фразы intravenous drip («внутривенное вливание»), между тем позже музыкант заметил, что оно подходит названию фильма.
Планировалось, что песня выйдет на альбоме-саундтреке Saw IV, однако Ёсики предпочёл выпустить её в качестве сингла. 23 января 2008 года песня была выпущена через iTunes Store и возглавила чарты iTunes в Японии, а также получила пометку «What’s hot» в США. Песня вышла более чем в 20 странах.

## Видеоклипы
Первое музыкальное видео снималось 22 октября 2007 года на крыше здания Aqua City на острове Одайба города Токио. В нём группа исполняет песню на большой сцене на крыше небоскрёба, в некоторых фрагментах видны кадры с Хидэ на огромном мониторе в Сибуе, за которым наблюдают около 10 000 уличных зрителей. Кроме того, на левой стороне сцены стоит гитара Хидэ — Fernandes MG-120X. Последний припев группа исполняет под дождём. Съёмки и производство видео, во время которых использовались вертолёты и пожарные машины для создания искусственного дождя, стоили 42 млн японских иен. Видео вышло 22 января 2008 года в рамках DVD-издания «Пилы 4», а 29 февраля оно было выпущено в бокс-сете группы X Japan Returns Complete Edition.
Второй видеоклип снимался 9 января 2010 на крыше театра «Кодак» в Голливуде (штат Калифорния, США). В нём фигурирует новый гитарист группы Сугидзо.